# Kongruensrelation
En kongruensrelation är inom matematik en ekvivalensrelation över en algebraisk struktur (exempelvis en grupp eller ring), sådan att den är kompatibel med strukturen. Ekvivalensklasserna som uppstår från en kongruensrelation kallas kongruensklasser eller restklasser.  Genom att identifiera kongruensklasser i en algebraisk struktur kan man bilda en kvotstruktur (exempelvis en kvotgrupp eller kvotring).

## Inledande exempel
Ett exempel på en kongruensrelation är relationen kongruens modulo n över heltalen, som är kompatibel med både addition och multiplikation, dvs om
{\displaystyle a_{1}\equiv a_{2}{\pmod {n}}\qquad {\textrm {och}}\qquad b_{1}\equiv b_{2}{\pmod {n}}}
så gäller att
{\displaystyle a_{1}+b_{1}\equiv a_{2}+b_{2}{\pmod {n}}\quad {\textrm {och}}\quad a_{1}b_{1}\equiv a_{2}b_{2}{\pmod {n}}}

## Definition
Definitionen av en kongruensrelation beror på vilken algebraisk struktur den är definierad över, men relationen måste uppfylla villkoren för att vara en ekvivalensrelation, dvs om ~ är en kongruensrelation på en mängd X måste följande gälla för alla x, y och z i X:
- Reflixivitet: x ~ x.
- Symmetri: x ~ y medför y ~ x.
- Transitivitet: x ~ y och y ~ z medför x ~ z.

### Grupper och monoider
Om ~ är en kongruensrelation på en grupp eller monoid M med operatorn * måste det gälla att om a1 ~ a2 och b1 ~ b2 så gäller att a1 * b1 ~ a2 * b2. Om M är en grupp kan man utifrån detta visa att om a ~ b så följer att a-1 ~ b-1.
I en grupp bestäms en kongruens unikt av mängden av element som är kongruent med det neutrala elementet i gruppen och denna mängd bildar en normal delgrupp.

### Ringar
För en kongruensrelation ~ på en ring R med operationerna + och * gäller att om a1 ~ a2 ochb1 ~ b2 så är a1 * b1 ~ a2 * b2 och a1 + b1 ~ a2 + b2.
Liknande fallet med grupper bildar mängden bestående av element som är kongruent med enhetselementet för + ett ideal.

### Vektorrum
För ett vektorrum V över en kropp K uppfyller en kongruensrelation ~ villkoren att om v1 ~ v2ochu1 ~ u2 så följer v1 + u1 ~ v2 + u2 och rv1 ~ rv2 för alla r i K.
Mängden av element kongruenta med nollvektorn bildar ett underrum.

## Relation med homomorfier
Om f: A  → B är en homomorfi mellan två algebraiska strukturer så ges en kongruensrelation ~ av
a ~ b om och endast om f(a) = f(b).